# ナチ刑法175条
『ナチ刑法175条』（英： Paragraph 175）は、1999年に製作されたアメリカのドキュメンタリー映画。日本では『刑法175条』として映画祭で上映されたのち、2024年3月23日に『ナチ刑法175条』として劇場公開された。

## キャスト
- ルパート・エヴェレット（ナレーション）

## 上映
- 2001年山形国際ドキュメンタリー映画祭（10月）[1]
- 2009年第2回アムネスティ映画祭（1月17日・18日）[2]
- 2010年第5回青森インターナショナルLGBTフィルムフェスティバル（7月3日）[3]